# الانتحار في اليابان

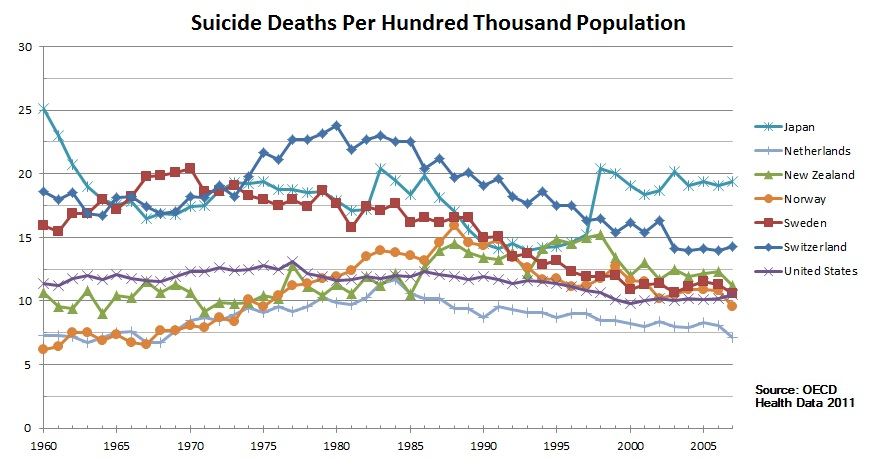
النزعة للموت عن طريق الانتحار من عام 1960 إلى 2007 لشعوب كل من اليابان، وهولندا ونيوزيلاندا والنرويج وسويسرا والولايات المتحدة.

أصبح الانتحار في اليابان مشكلة اجتماعية وطنية خطيرة. تمتلك اليابان معدل انتحار عاليا نسبيا، لكن عدد المنتحرين في هبوط وقد وصل إلى أقل من 30,000 حالة في ثلاث سنوات متعاقبة. واحد وسبعون بالمئة من المنتحرين في اليابان هم من الذكور ويعد الانتحار السبب الرئيسي للوفاة في الرجال الذين تقع أعمارهم بين 20–44 سنة.